# 何芳騰
何芳腾，字德迈。福建晉江縣人，清朝官员。
顺治十五年（1658年）戊戌科进士，授廣東雷州府推官，降補浙江寧波府經歷，到任數月，丁憂歸里。